# Phruriastis meliphaga
Phruriastis meliphaga är en fjärilsart som beskrevs av Edward Meyrick 1923. Phruriastis meliphaga ingår i släktet Phruriastis och familjen äkta malar.
Artens utbredningsområde är Fiji. Inga underarter finns listade i Catalogue of Life.